# 愛羣大酒店
愛羣大酒店（英語：Oi Kwan Hotel），是广州市一家老牌酒店，位于沿江西路，由旅美华侨陈卓平等人出资400万港币兴建，原为香港爱群人寿保险有限公司的物业，是廣州市第一座用鋼筋水泥構築的高層建築。大厦在1937年至1967年保持了「廣州第一高樓」的地位。
大樓由1931年开始设计，1934年10月1日动工兴建，1937年（民国二十六年）4月落成，7月开幕。在當時是擁有「頭頂電風扇，腳踏花階磚」享受的高級酒店，酒店因此在當時執華南旅遊業的牛耳，在海內外有較大的影響，而有「南中國之冠」的美譽。不少政要名人如李宗仁、于右任、孫科、霍英東、馬萬祺、何賢等曾下榻於此，而酒店大堂內一直懸掛李宗仁、孫科所贈題詞。
現酒店是广州市旅游局属下的三星级酒店，由廣州市政府下屬公司岭南商旅集团管理及營運。1993年被公布为广州市文物保护单位。

## 歷史
酒店由建築師李炳垣、陳榮枝根據業主的「高冠全市、外表宏偉、建築堅固、設備舒適」的要求設計，基址在舊堤(長堤大馬路)與新堤(沿江西路)之間的三角位置。
1937年愛群大酒店開幕時，酒店準備了近百套文房四寶，數十名服務員磨硯張羅，數十名社會精英人士揮毫題字，包括孫科、于右任、余漢謀等。其中李宗仁的開幕題字是「賓至如歸」，左側題有「李宗仁題」四字並蓋章裝裱。
1948年至1949年，在遼沈、平津和淮海三大戰役失利後的大批民國政府高官撤到廣州，不少人入住愛群大酒店：立法院長童冠賢住2樓、甘肅省主席馬鴻逵住7樓、青海省主席馬步芳住8樓、行政院善後事業委員會主任委員、曾任北京大學校長的蔣夢麟住14樓，韓國大使館則在愛群租房。
1949年10月14日，解放軍進駐太平路（現人民路）一帶，中国人民解放军广州市军事管制委员会「接管」（實際是沒收充公）了愛群大酒店。作為中共建政後的首任廣州市長的葉劍英，就在愛群的西樓的二樓辦公，辦公室面積為40平方米左右。後來他也曾在此多次接待港澳人士及各國代表。葉劍英離開後辦公室被改成餐包房和餐廳大堂。而廖冰兄以「人間畫會」的名義發起製作題為「中國人民站起來了」的毛澤東巨像，與張光宇、張正宇、陽太陽、王琦、關山月、廖冰兄、楊秋人等30多位畫家集體繪製，獻給毛澤東建立的新政權。1949年11月7日，巨畫開始懸掛於愛群大酒店外牆，畫像高30多米、寬10米，從大廈的11樓一直掛至2樓，畫中描繪毛澤東揮手的形象，畫上書寫著「中國人民站起來了」八個大字。
後來酒店高處正中的「愛羣」二字及幾個招牌均被當局拆去。
1952年當局把酒店改名爱群大厦。
1965年7月在东侧兴建一座占地700多平方米，高67.32米、分18层、面积1.3万平方米的的新爱群。新爱群比旧爱群略高，据称是要显示“新社会”胜于“旧社会”。
文化大革命期间，當局再把酒店改名为人民大厦，不久後人客驟減，經營困難，當局便將其經營權轉賣多次。
1981年8月，愛群引進外資進行全面裝修，由香港中港發展顧問有限公司承包工程，於1982年10月改造完畢。
1984年新爱群顶部的3层楼改建成旋转餐厅，内部被改造，外墙再粉刷，钢窗换成铝合金窗。曾承办第1至10届广交会的开、闭幕酒会。
1985年3月復名愛群大廈，1988年11月5日再復名愛群大酒店，由當時已88歲的書法家秦咢生書寫招牌，重新製成18米的大招牌懸於大廈高處正中，但順序變成了由左至右，與歷史不符，多年後再把順序改回右至左。地下招牌等後來也被部分按原樣重製恢復。

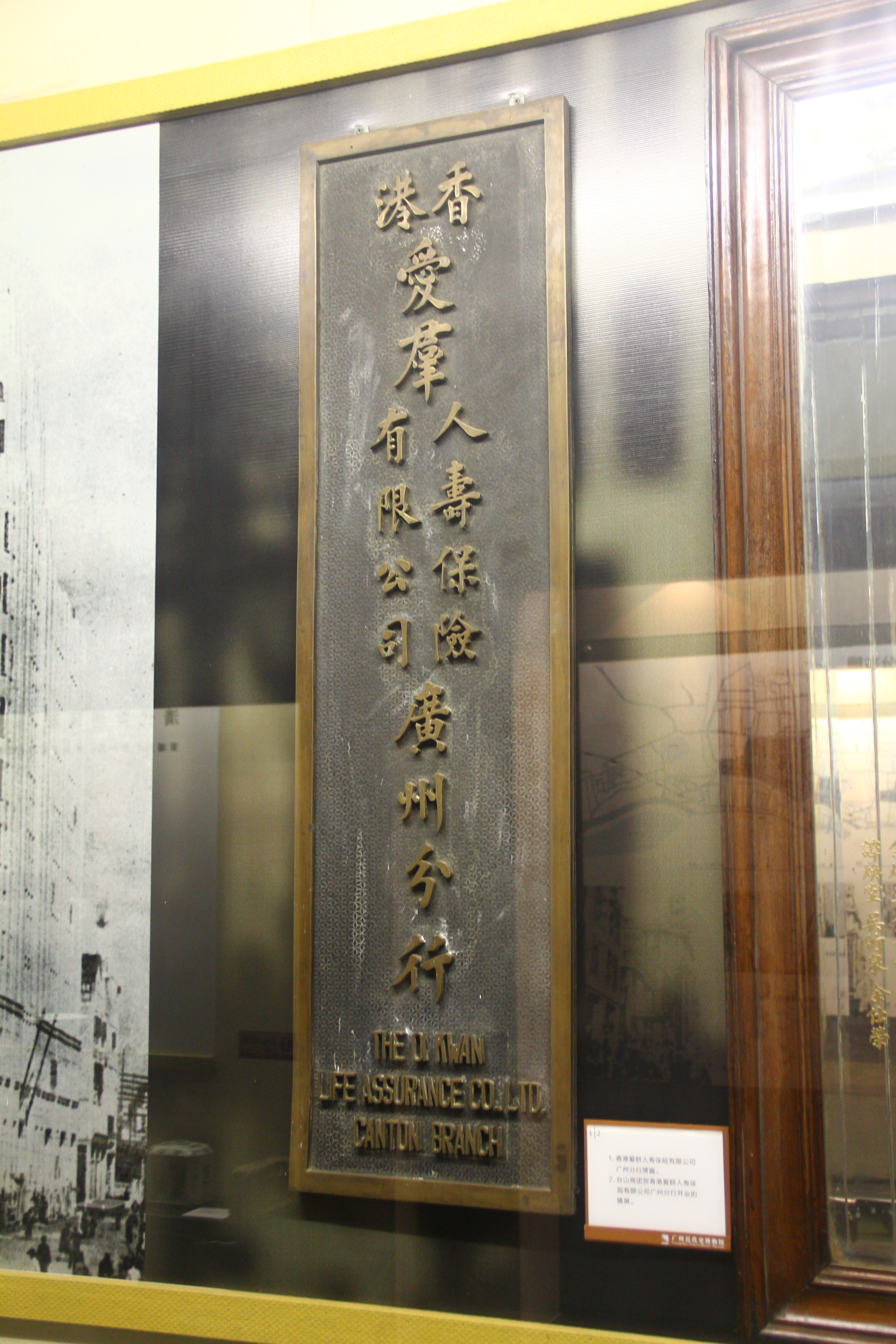
「香港愛羣人壽保險有限公司廣州分行」的牌匾，原立於愛羣大酒店門外至1949年10月，現藏於廣州近代史博物館
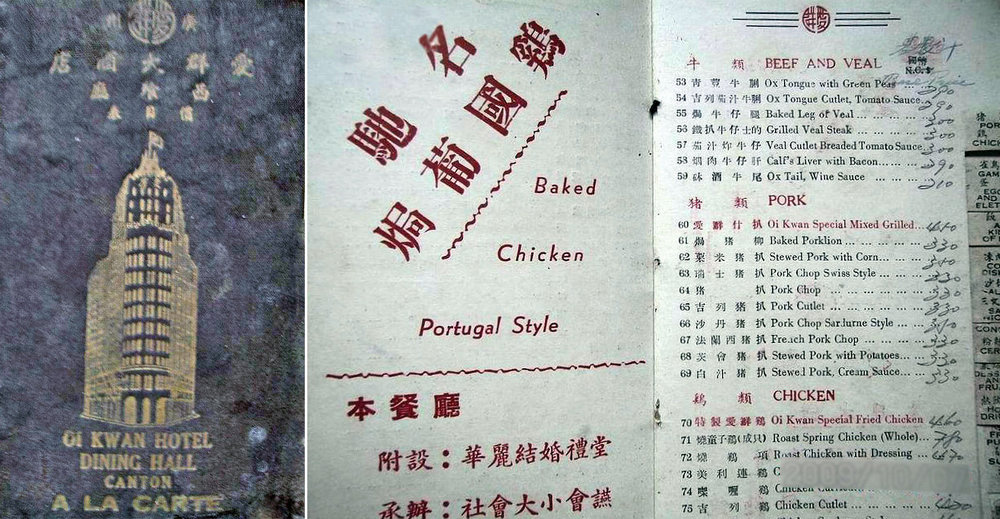
民國時期的西餐廳價目表
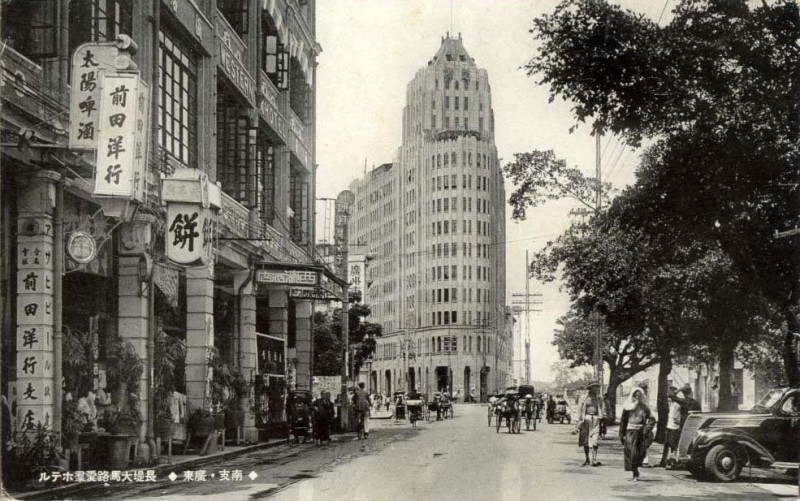
廣州西濠，此乃愛羣大酒店前的馬路（現沿江西路），近大同酒家及博濟醫院
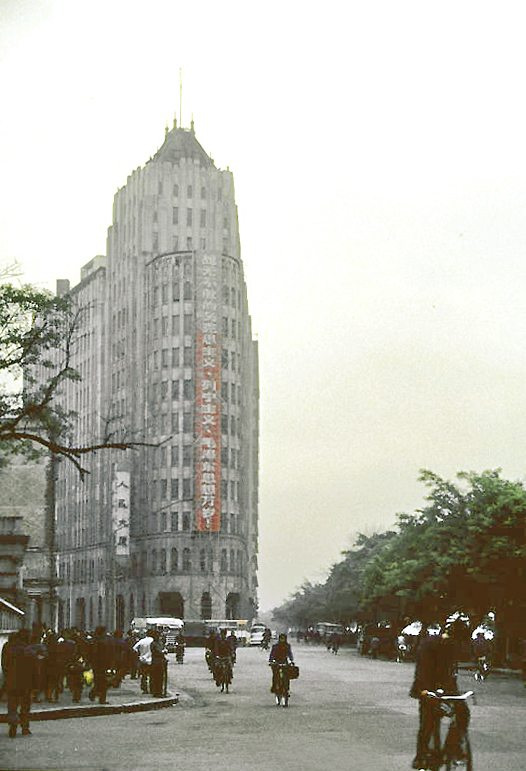
1978年3月的人民大廈

## 建築特色
酒店的建筑面积为1.14万平方米，高64米，共15层，有「南中國之冠」的美譽，被當時新聞界譽為「開廣州高層建築之新紀元」。建筑占地800多平方米，平面为三角形，它仿照美国当时时兴的摩天大楼形式，是广州当时唯一的钢结构高层建筑。设计师借鉴了纽约伍尔沃斯大楼的新哥德式设计手法，同时融入岭南建筑特色，首层沿街以骑楼建筑形式跨建人行道上，二樓以上建有天井，有利于炎热气候下的空气对流并降低室温，2至11楼四周为房，12樓以上为塔楼，外形采取垂直线形式，具有抗台风性能。建筑外墙刷白色水洗石米饰面。抗日战争初期为避免被轰炸涂成黑色，至1964年才重新粉刷。
當時，愛群也以設備最新式、完善、豪華而著稱。全座大樓擁有客房300間，雙人房設有電話、衛生間，上落有電梯。夏有風扇，冬有暖氣，還設有中西餐廳、酒吧。

## 英文名稱
愛羣大酒店從中華民國創始至1949年中華人民共和國建立前，一直使用傳統的粤式郵政式拼音。而酒店被充公後就被改成漢語拼音，與很多國有企業的做法相同（部分在後來恢復，如大同酒家）。在中文復名後很長的一段日子裡，只有大門的外牆招牌可以見到原英文名，但內部實際並未恢復使用，造成「內外有別」的奇怪現象，不同的英文名令外籍人士認為是兩間不同的酒店。嶺南集團接管酒店後在商標重新使用原本的英文名。

## 外部連結
- 愛羣大酒店的新浪微博

23°6′43.41″N 113°15′05.59″E / 23.1120583°N 113.2515528°E
1. 1 2  历史名胜·爱群大厦 （页面存档备份，存于） 广州图书馆 2003-08-27
2. ↑  爱群大酒店传奇[] 历史故事 广州老字号传奇
3. ↑  旧貌新颜话“爱群” 2019-04-26 大洋网